# Betés de Sobremonte
Betés de Sobremonte ist ein spanischer Ort in der Provinz Huesca der Autonomen Gemeinschaft Aragonien. Betés de Sobremonte gehört zur Gemeinde Biescas. Das Dorf in den Pyrenäen liegt auf 1298 Meter Höhe, es hatte 14 Einwohner im Jahr 2015.

## Sehenswürdigkeiten
- Romanische Pfarrkirche Santa Bárbara